# Палаццо Веккьо
Пала́ццо Ве́ккьо (итал. Palazzo Vecchio, Старый дворец) — здание во Флоренции, на площади Синьории, построенное в 1299—1314 годах по проекту Арнольфо ди Камбио; одно из наиболее известных строений города. В настоящее время служит ратушей.

## Название
Первоначально это правительственное здание, где заседали приоры, называлось Новый дворец (Palazzo nuovo), при этом Старым дворцом стало прежнее правительственное здание, Барджелло. 
В XV веке правители коммуны объявили себя синьорами (signori), а само здание стало называться Палаццо-делла-Синьория, дав тем самым название и площади перед дворцом. После того, как в 1540 году сюда переехал из своего частного дворца Палаццо Медичи-Риккарди великий герцог Тосканский Козимо I, здание переименовали в Палаццо Дукале (Герцогский дворец). В 1565 году герцог перенёс свою резиденцию в Палаццо Питти, который был для этого расширен, а это здание, бывшее когда-то Новым дворцом, отныне стало считаться Старым (Палаццо Веккьо).

## История
Строительство правительственного здания — резиденции правительства Флоренции было поручено гильдиями Арнольфо ди Камбио в 1298 году и началось в следующем, 1299 году.
В 1478 году на окнах Палаццо Веккьо были повешены заговорщики во главе с Франческо Пацци, пытавшиеся свергнуть власть Медичи. Убийца Джулиано Медичи Бернардо ди Бандино Барончелло был повешен здесь же 20 декабря 1479 года.
В 1504 году рядом с входом в Палаццо Веккьо была установлена статуя Давида работы Микеланджело, заменившая собой двухметровую бронзовую группу «Юдифь и Олоферн» работы Донателло. Транспортировка пятиметровой скульптуры к стенам здания заняла четыре дня. В 1873 году оригинал был перенесён в Академию изящных искусств, существующая копия установлена в 1910 году.
В 1865—1871 годах в здании временно находился Парламент Королевства Италия, приехавший из Турина и позднее переехавший в Рим.

## Описание
Палаццо Веккьо был сооружен по образцу более старого административного дворца Палаццо Тоскана в городе Вольтерра, но выглядит намного мощнее, словно вырублен из одного куска скалы. Проект предусматривал чёткие формы: в плане это прямоугольник, но тонкие карнизы по фасаду зрительно делят его на три блока. Увенчанная зубцами галерея как бы повторяется на звоннице и на башне Арнольфо, высота которой достигает 94 м, дополняя впечатление величавой простоты. 
В 1667 году на башне были установлены часы работы аугсбургского мастера Г. Ледерле, которые ходят до сих пор.

### Внутренний дворик
Внутренний дворик в стиле раннего Возрождения был оформлен архитектором Микелоццо в 1453 году. Виды Вены, Линца и Граца работы Джорджо Вазари, придворного архитектора Козимо I, появились здесь по случаю бракосочетания его сына Франческо I и Иоанны Австрийской. В центре дворика находится изящный фонтан работы Верроккьо с крылатым Амуром, держащим в руках рыбу. 
- Статуя Давида (копия)
- Внутренний дворик
- Внутренний дворик

### Зал пятисот
Зал пятисот предназначался для заседаний Большого народного совета. В честь восстановления Флорентийской республики после вторичного изгнания Медичи из города (1494) гонфалоньер Пьеро Содерини сделал заказ Леонардо да Винчи и Микеланджело Буонаротти — их батальные фрески должны были занять противоположные стены зала. Оба художника выполнили подготовительные картоны (это был единственный раз, когда они встретились в одном проекте), названные Бенвенуто Челлини «школой для всего света». «Битва при Кашине» Микеланджело показывала флорентийских воинов в тот момент, когда во время купания они подверглись внезапному нападению противника, да Винчи в качестве сюжета выбрал «Битву при Ангиари» (1440). В центр композиции был помещён один из ключевых её моментов — сражение всадников за знамя.
Непосредственно к росписи стены приступил только да Винчи, работавший над фреской в 1503—1506 годах. Размером 6,6×17,4 м, «Битва при Ангиари» должна была стать самым масштабным его произведением — однако начала разрушаться ещё в процессе работы (возможно, из-за экспериментов с составами краски и способами грунтовки). Совет требовал либо предоставить готовую работу, либо вернуть выплаченные деньги. В конце концов да Винчи, получивший приглашение французского наместника Шарля II д'Амбуаза, отбыл в Милан — фреска же осталась незавершённой.
В 1555—1572 годах по заказу семейства Медичи зал был реконструирован. Росписи, призванные продемонстрировать могущество и славу герцога и его государства, выполнял Джорджо Вазари с учениками. Аллегорическая живопись стен и потолка повествует о деяниях Козимо I. Место «Битвы при Ангиари», напоминавшей о годах республиканского правления, заняла «Битва при Марчиано» Вазари (существует гипотеза, что он не уничтожил фреску да Винчи, а сохранил её позади своей).
Среди находящихся здесь мраморных статуй — скульптурная группа Микеланджело «Гений, попирающий грубую силу» и копия «Триумфа Флоренции над Пизой» Джамболоньи, оригинал которой находится в музее Барджелло.
- Зал пятисот
- Фреска Джорджо Вазари
- Фреска Джорджо Вазари

### Интерьеры 2-го этажа

#### Апартаменты стихий
Апартаменты стихий, состоящие из пяти комнат и двух лоджий, были приватными помещениями герцога. Козимо I заказал оформление дель Тассо (1500—1555), однако из-за его смерти работа была выполнена Вазари — впервые получившего заказ от Медичи. Фигуры, изображённые на фресках, являются аллегориями земли, огня и воды (в образе Венеры Пенорождённой). На потолке изображён Сатурн — бог земледелия. С «террасы Сатурна» открывается живописный вид на базилики Санта-Кроче, Сан-Миниато-аль-Монте и крепость Бельведер.
В одной из комнат апартаментов выставлен «Мальчик с рыбой» Андреа Верроккьо (его копия установлена на фонтане Первого дворика).

#### Зал Юпитера
Потолочная фреска посвящена Юпитеру. Стены украшают гобелены XVI века, выполненные по картонам Страдано.  

#### Зал Кибелы
Зал украшают фрески «Триумф Кибелы» и «Времена года». Пол был выполнен в 1556 году. Из окон открывается вид на Третий дворик.   

#### Зал Цереры
Потолочная фреска, выполненная учеником Вазари Дочено, посвящена Церере. Стены украшают гобелены со сценами охоты, выполненные во Флоренции по картонам Страдано.  

#### Зелёный зал
Росписи помещения выполнены Ридольфо Гирландайо. Справа находится часовня, которую украшает фреска Аньоло Бронзино «История Моисея» (1564); «Пьета» в алтаре — его же работы. Маленькая дверь ведёт в Коридор Вазари (1565), соединяющий дворец с Палаццо Питти.

#### Зал Пенелопы
Потолок украшает сцена с Пенелопой за ткацким станком, фриз декорирован сценами из «Одиссеи». На стенах — «Мадонна с младенцем» и «Мадонна с младенцем и Св. Иоанном» работы Сандро Ботичелли. 

#### Зал Льва X
В Зале Льва X находится картина Джорджо Вазари «Осада Милана». Изображение воинов в различных позах типично для маньеризма, отличающегося напряжённостью образов и манерной изощрённостью формы.

#### Аудиенц-зал и Зал Лилий
В Аудиенц-зале сохранились наиболее старые интерьеры палаццо. Зал был когда-то объединён в одно целое с Залом лилий. На золотом кессонированном потолке Аудиенц-зала, выполненном Джулиано да Майано в 1470—1476 годах, изображён герб Флоренции, на потолке Зала лилий — золотой цветок лилии на синем фоне — герб французских графов Анжу, помогавших флорентийским гвельфам в их борьбе с гибеллинами и способствовавших их окончательной победе. Мраморный скульптурный портал, ведущий в Зал лилий — работы братьев Бенедетто и Джулиано де Майано, интарсия по дереву выполнена Дель Франчьоне. Фрески работы Франческо Сальвиати (1543—1544) посвящены жизнеописанию римского полководца и диктатора Фурия Камилла и являющуюся аллегорией правления Козимо Медичи[уточнить]. 
На стенах зала — огромная фреска Ридольфо Гирландайо с изображениями первого епископа Флоренции св. Дзанобия вместе со святыми Лоренцо и Стефано и героев Римской республики (Брута, Цицерона, Сципиона и др.), которые должны были вдохновлять правителей города на защиту республиканских идеалов. Здесь же находится «Юдифь» Донателло. 
- Потолок Зала лилий
- Кессоны на потолке Аудиенц-зала
- Фреска Гирландайо
- «Юдифь и Олоферн[англ.]» Донателло

#### Другие залы
Через Зал канцелярии, где выставлен бюст Никколо Макиавелли и висит его портрет, можно попасть в Зал карты мира (Маппамондо), где находится старинная карта мира.
В коллекции музыкальных инструментов Палаццо Веккьо находятся скрипки работы Страдивари и Амати.
- Никколо Макиавелли
- Зал Маппамондо
- Географическая карта Англии в зале Маппамондо